# Aminoterephthalsäure
Aminoterephthalsäure ist eine organisch-chemische Verbindung und gehört zu den aromatischen Benzoldicarbonsäuren. Aminoterephthalsäure ist strukturell mit der Terephthalsäure verwandt und unterscheidet sich dadurch, dass eine Amingruppe statt eines Wasserstoffatoms am Benzolring gebunden ist.

## Darstellung
Aminoterephthalsäure ist kommerziell erhältlich. Ausgehend von Terephthalsäure kann durch eine Nitrierung zunächst Nitroterephthalsäure und daraus durch eine anschließende Reduktion Aminoterephthalsäure hergestellt werden.

## Verwendung
Aminoterephthalsäure wird als Linker für die Synthese von Metall-organischen Gerüstverbindungen verwendet. Bekannte Beispiel dafür sind IRMOF-3, UiO-66-NH2 oder MIL-53-NH2. Aminoterephthalsäure wird dabei häufig als funktioneller Linker anstelle von oder zusätzlich zu Terephthalsäure eingesetzt, wodurch Amingruppen in die Poren der Gerüststruktur eingebaut werden können. Die Aminogruppen können dafür verwendet werden, die Materialeigenschaften bei gleichbleibender Gerüststruktur zu verändern oder um post-synthetische Modifizierungen durchführen zu können.